# Született bankrablók
A Született bankrablók (eredeti cím: Scorched) 2003-ban bemutatott amerikai filmvígjáték Gavin Grazer rendezésében, Alicia Silverstone és Woody Harrelson főszereplésével.

## Cselekmény
Sheila Rilo (Alicia Silverstone) egy kaliforniai porfészek banki alkalmazottja. A felettese tájékoztatja, hogy ki fogják kirúgni, ezért Sheila úgy dönt, hogy barátjával, Rickkel (Joshua Leonard) kirabolják a bankot. Azonban ugyanezt tervelte ki Jason (Woody Harrelson) és Stu (Paulo Costanzo) is. Mindeközben a helyi butikos lány a külvárosi milliomost akarja kifosztani.

## Szereplők
| Színész            | Szerep               | Magyar hang       |
| ------------------ | -------------------- | ----------------- |
| Alicia Silverstone | Sheila Rilo          | Mezei Kitty       |
| Rachael Leigh Cook | Shmally              | Nemes Takách Kata |
| Woody Harrelson    | Jason "Woods" Valley | Kőszegi Ákos      |
| John Cleese        | Charles Merchant     | Cs. Németh Lajos  |
| Paulo Costanzo     | Stuart "Stu" Stein   | Papp Dániel       |
| David Krumholtz    | Max                  | Pálmai Szabolcs   |
| Joshua Leonard     | Rick                 | Bartucz Attila    |
| Ivan Sergei        | Mark                 | Dolmány Attila    |
| Marcus Thomas      | Carter Doleman       | Láng Balázs       |
| Jeffrey Tambor     | banki alkalmazott    | Maday Gábor       |
| Max Wein           | Loomis               | Joó Gábor         |
| Gavin Grazer       | Fütyisz              | Kapácsy Miklós    |
| Steven Shenbaum    | Winston              |                   |
| Wayne Morse        | Gavin                |                   |